# カナディアン・タイヤ
カナディアンタイヤ（英語：Canadian Tire、正式社名：Canadian Tire Corporation, Limited）はカナダで展開する小売業である。ホームセンター形態の小売店「カナディアンタイヤ（Canadian Tire）」を中心に、同名のガソリンスタンド、作業服服飾店の「Mark's Work Wearhouse」、自動車部品専門店「PartSource」等のチェーンを運営している。本社はオンタリオ州トロント。
1958年に導入されたカナディアン・タイヤ・マネー（Canadian Tire money）と言われる金券・商品券でも知られる。

## 傘下の主なチェーン、事業
- カナディアンタイヤ（Canadian Tire）：ホームセンター
- カナディアンタイヤ石油（Canadian Tire Petroleum）：ガソリンスタンド
- マークス・ワーク・ウェアハウス（Mark's Work Wearhouse）
- パーツソース（PartSource）：自動車部品専門店
- フォーザニ・グループ（The Forzani Group Ltd）：「スポーツチェック（SportChek）」などスポーツ用品チェーンを展開する企業。2011年にカナディアンタイヤが買収。
- カナディアンタイヤ・モスポート・パーク（Canadian Tire Motorsport Park）：サーキットの命名権を取得